# Podłążek
Podłążek – kolonia w Polsce położona w województwie zachodniopomorskim, w powiecie myśliborskim, w gminie Myślibórz. Miejscowość wchodzi w skład sołectwa Dąbrowa.
W latach 1975–1998 miejscowość administracyjnie należała do województwa gorzowskiego.